# 킬링 미 소프트리
킬링 미 소프트리(Killing Me Softly)는 영국에서 제작된 천카이거 감독의 2002년 스릴러 영화이다. 헤더 그레이엄 등이 주연으로 출연하였고 마이클 치니치 등이 제작에 참여하였다.

## 출연

### 주연
- 헤더 그레이엄
- 조셉 파인즈
- 나타샤 맥켈혼

### 조연
- 헬렌 그레이스
- 이안 하트
- 제이슨 휴즈
- 키카 마크햄
- 율리히 톰센
- 로난 비버트

## 제작진
- 원작자: 숀 프렌치
- Line PD: 도나 그레이
- 미술: 젬마 잭슨
- 의상: 포비 드 게이
- Ass-PD: 안나 치
- 배역: 수지 피기스